# Ernst Heinrichsohn
Ernst Heinrichsohn (Berlijn, 13 mei 1920 - Goldbach, 29 oktober 1994) was een Duits lid van de Gestapo in Berlijn vanaf 1940, waar hij in september van dat jaar benoemd werd tot adjudant van Theo Dannecker, de Gestapo-chef voor 'Joodse zaken' in Parijs. Later werd hij in 1943 benoemd tot adjudant van Kurt Lischka.
Na de Tweede Wereldoorlog werd hij, als oorlogsmisdadiger, op 7 maart 1956 bij verstek veroordeeld tot de doodstraf door de rechtbank in Parijs.
In 1979 werd Heinrichsohn samen met Lischka en Herbert Hagen voor de rechtbank in Keulen gedaagd. Op 11 februari 1980 werd hij veroordeeld tot een gevangenisstraf van zes jaar. Tijdens het proces was hij nog burgemeester voor de CSU van Bürgstadt in Beieren, waar hij toen woonde. Later werd hij toch tot aftreden gedwongen.

## Militaire loopbaan
- Offizieranwärter: september 1940
- SS-Unterscharführer: 1942
- SS-Oberscharführer:[1]

- Gemeinsame Normdatei: 124349587
- Système universitaire de documentation: 144280604
- Virtual International Authority File: 316665921